# Brunon Zwarra
Brunon Albrecht Zwarra (ur. 18 października 1919 w Gdańsku, zm. 14 sierpnia 2018 tamże) – polski publicysta, autor książek o historii Gdańska, więzień niemieckich obozów koncentracyjnych.

## Życiorys

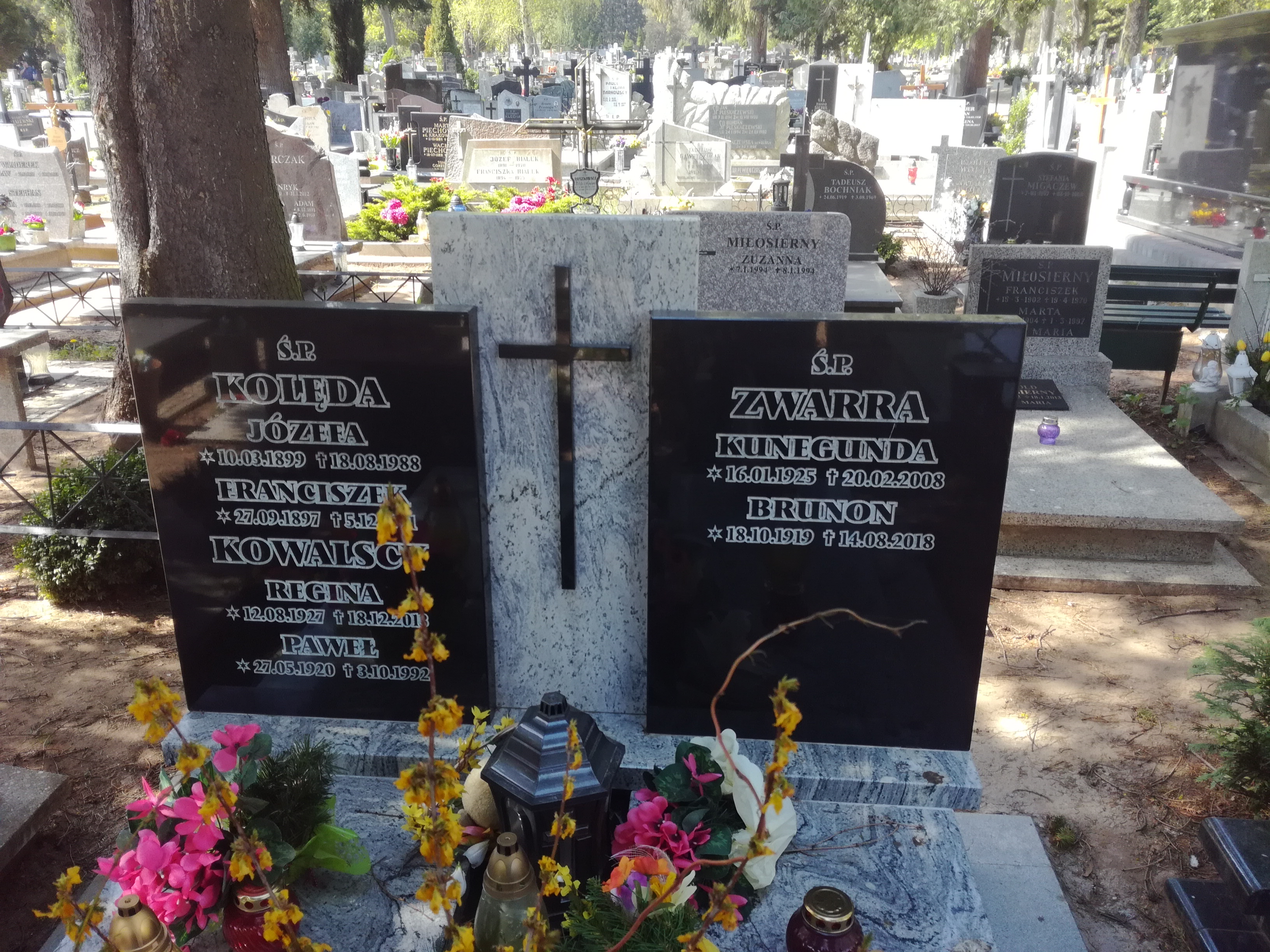
Grób Brunona Zwarry na cmentarzu Oliwskim

Urodził się w rodzinie Wojciecha i Agnieszki z domu Block (ur. 1884). W latach 1926–1928 uczęszczał do Senackiej Szkoły Powszechnej, w latach 1929–1935 do Gimnazjum Polskiego. Wzorem ojca, wstąpił do polskich organizacji na terenie Wolnego Miasta Gdańska – należał m.in. do Katolickiego Stowarzyszenia Młodzieży Męskiej, Zjednoczenia Zawodowego Polskiego i KS Gedania. Od 1935 pracował w Emalierni Johannesa Segora we Wrzeszczu.
Po wybuchu II wojny światowej aresztowany 14 września 1939 w Gdyni. Był więziony w obozach w Nowym Porcie, Stutthofie i Sachsenhausen. Zwolniony w 1942 roku, wrócił do pracy w Emalierni Segora. Po przejściu frontu i powrocie Gdańska do Polski zajął się odbudową zniszczonego zakładu, pod nową nazwą Zakład Lakierniczo-Emalierski „Gedania” (do 1948).
W latach 70., dzięki namowom i pomocy prof. Mariana Pelczara, zajął się pracą pisarską. Najważniejszym osiągnięciem Zwarry na tym polu jest opracowanie publikacji Gdańsk 1939. Wspomnienia Polaków gdańszczan (1984), zawierającej 73 dokumentalne relacje o początku II wojny światowej w Gdańsku. Ponadto jest autorem autobiograficznej pięciotomowej książki Wspomnienia gdańskiego bówki i powieści W gdańskiej twierdzy i Gdańszczanie.
W swoich książkach prowadził ostrą polemikę z Günterem Grassem. Według opinii Zwarry w książce Blaszany bębenek Grass przekazał wypaczony i szkalujący dobre imię Polaków obraz obrony Poczty Polskiej 1 września 1939. W 1993 oficjalnie zaprotestował przeciwko przyznaniu Grassowi honorowego obywatelstwa miasta Gdańska.
Przed wojną mieszkał na Biskupiej Górce, a w ostatnich latach życia w Oliwie.
13 czerwca 1945 poślubił Kunegundę z domu Kolenda (1925–2008). Małżeństwo doczekało się sześciorga dzieci: Krystyny (ur. 1946), Jadwigi (ur. 1947), Ryszarda (ur. 1949), Marii (ur. 1950), Barbary (ur. 1953) i Janiny (ur. 1957).

Zmarł 14 sierpnia 2018 w Gdańsku, pochowany 21 sierpnia 2018 obok żony na cmentarzu Oliwskim (kwatera 15-10-19). Podczas mowy pogrzebowej nad grobem Brunona Zwarry prezydent Gdańska Paweł Adamowicz zapowiedział zbiorową edycję wszystkich jego gdańskich wspomnień.

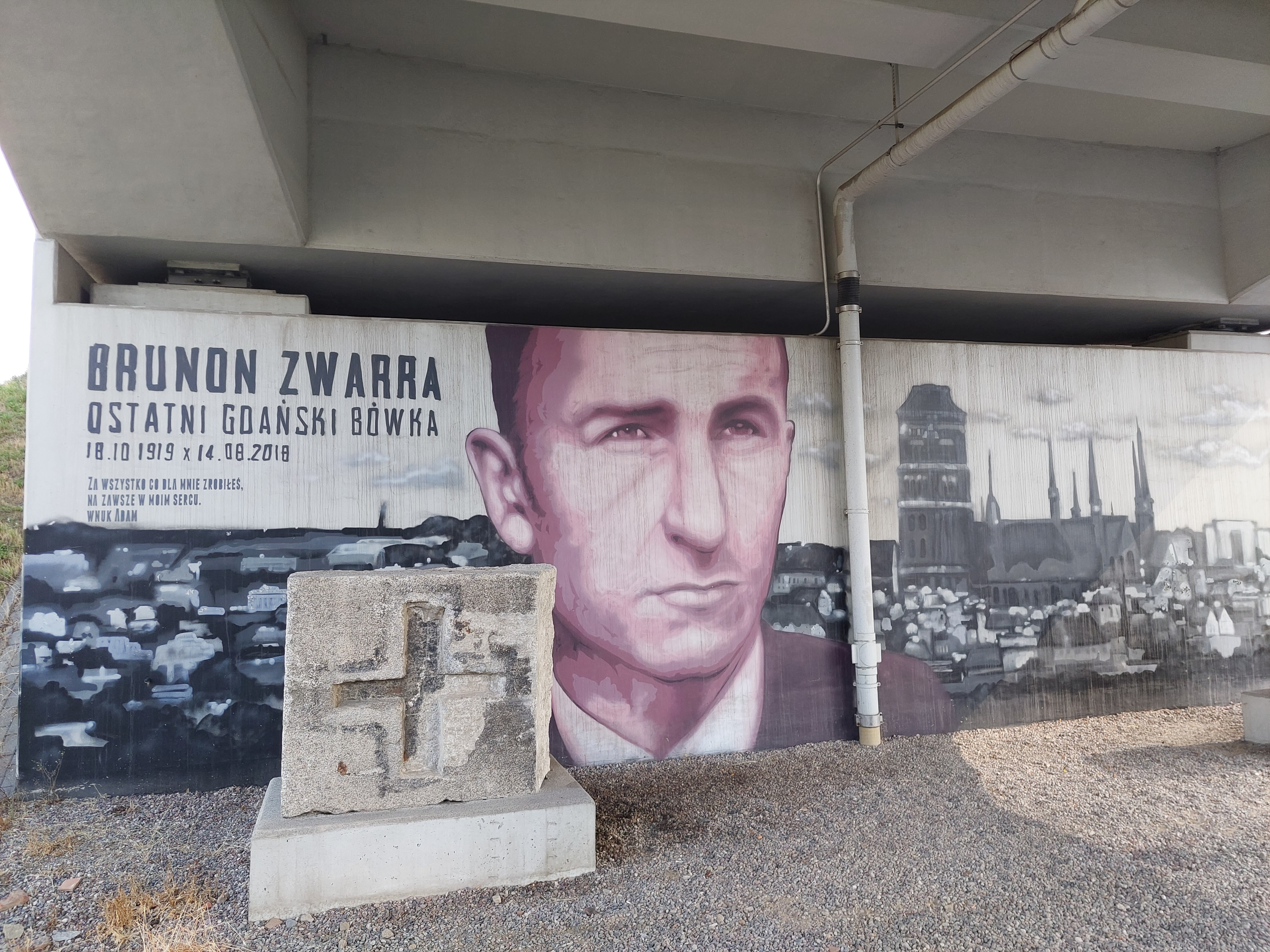
Mural pod wiaduktem przy ulicy Polanki upamiętniający Brunona Zwarrę. Autor: Piotr "Tuse" Jaworski

## Dorobek literacki
- Gdańszczanie (tomy I–IV), Wydawnictwo Morskie, 1976 (powieść)
- Gdańsk 1939. Wspomnienia Polaków-Gdańszczan, wybór i opracowanie B. Zwarra, Gdańsk, Wydawnictwo Morskie, 1984, ISBN 83-215-7207-3 (Wyd. 2 popr. i uzup. Gdańsk, Marpress, 2002, ISBN 83-87291-97-8)
- Wspomnienia gdańskiego bówki, Wydawnictwo Morskie, (tom I: 1984, II: 1985, ISBN 83-215-827-10, III: 1986, ISBN 83-215-828-18, IV: 1996, ISBN 83-853-497-07, V: 1997, ISBN 83-853-499-44) (wspomnienia własne)
- W gdańskiej twierdzy, Wydawnictwo Morskie, 1987, ISBN 83-215-8283-4 (powieść historyczna)

## Ordery i odznaczenia
- Krzyż Oficerski Orderu Odrodzenia Polski (pośmiertnie, 2018)[1]
- Medal Księcia Mściwoja II (1997)[10]

## Nagrody
- Nagroda Artystyczna Gdańskiego Towarzystwa Przyjaciół Sztuki (1987)[3]
- Nagroda Miasta Gdańska w Dziedzinie Kultury „Splendor Gedanensis” (1997)[11]
- Nagroda Prezydenta Miasta Gdańska w Dziedzinie Kultury za stworzenie portretu międzywojennego Gdańska oraz za całokształt pracy twórczej (2017)[12]

## Upamiętnienie
- 18 października 2019, na kamienicy na Biskupiej Górce odsłonięto tablicę pamiątkową poświęconą Brunonowi Zwarra.
- 28 października 2019, przy Muzeum Poczty Polskiej, oddziale Muzeum Gdańska, powołano Centrum Pamięci o Polakach z Wolnego Miasta im. Brunona Zwarry.
- Latem 2020 na filarach wiaduktu kolejowego przy ul. Polanki w Gdańsku powstał mural z wizerunkiem Brunona Zwarry[13].
- 16 października 2020 imię Brunona Zwarry otrzymał tramwaj Pesa Jazz Duo 128NG nr 1061.

Źródło:.